# Babatana jezik
Babatana jezik (ISO 639-3: baa; mbambatana, east choiseul), melanezijski jezik s otoka Choiseul (provincija Choiseul) sa Solomonskih otoka. 
Ima više dijalekata babatana, sengan (sengga, sisingga, senga), kuboro (kumboro), katazi, lömaumbi i avasö, a govori ga oko 5 600 ljudi (1999 SIL; pripadnici plemena Babatana). Srodan mu je ririo s istog otoka. 

## Vanjske poveznice
- Ethnologue (14th)
- Ethnologue (15th)